# Cristián Reyes
Cristián Eduardo Reyes Troncoso (Concepción, Chile, 5 de agosto de 1986) es un atleta chileno, especialista en los 200 metros. 
En el torneo Iberoamericano de Atletismo de Iquique 2008, Reyes logró la medalla de bronce tras marcar un tiempo de 21"14, en el Estadio Tierra de Campeones. Dejó en el camino a Kael Becerra.
Entrenado por Gerardo San José, Reyes había rozado la marca en los Grand Prix de San Fernando y Valdivia (21,03 y 21,02, pero con viento en contra). Luego de concentrarse en Osorno, el tiempo mínimo llegó en Las Condes.
Antes de la última fase de su entrenamiento en España, previo a los Juegos, el velocista del Club Atlético Santiago, intervino en el Campeonato Centroamericano y del Caribe y Sudamericano, donde debutó en los 200 metros Planos con un tiempo de 20 segundos 85 centésimas en su serie, llegando segundo detrás de Jamial Rolle, de Bahamas. En semis detuvo el reloj en 21,07, crono que no le fue suficiente para alcanzar la final de los ocho mejores.
Participó en los JJOO de Pekín 2008, en los JJPanamericanos de Guadalajara 2011 logrando la marca para los JJOO de Londres 2012 
Actualmente está dentro de los TOP 100 del mundo 

## Historia
Figura en Concepción (comenzó en la octava región a cargo del entrenador Edgardo Molina), obtuvo medalla de plata en los 200 metros planos en los Juegos Sudamericanos del Mar del Plata 2006, el Mundial Juvenil de Sherbrooke (Canadá, 2003) fue quinto en su semifinal y 5º en su serie en el Mundial Junior de Grosseto, Italia (2004).
A los 14 años jugaba básquetbol y no bien cambió al atletismo alcanzó el título nacional escolar (150 y 80 metros planos). Estudió en el Liceo Enrique Molina de Concepción.
Es hijo de una atleta récord nacional de salto largo (XImena Troncoso) y de otro destacado deportista nacional (Adriano Reyes). Su abuelo paterno (también Adriano) compuso los himnos de Fernández Vial y Lota Schwager.
El excorredor de Huachipato, dejó Concepción para radicarse en el Centro de Alto Rendimiento de Santiago (marzo de 2006) Donde entrena hasta el día de hoy con su actual técnico Gerardo San José O con el cual cumplió con la marca de 20.66 con lo que cumplió en el 2008 con la marca mínima para los Juegos Olímpicos de Beigin lo mismo ocurrió al llegar en la semifinal de los 200 metros durante los Juegos Panamericanos de Guadalajara 2011 (llegó a la final del certamen) realizando la marca mínima "B" para los JJOO de Londres 2012 con 20.65. Antes, en 2003, rompió el récord juvenil del club en el prestigioso torneo "Guillermo García Huidobro" de Santiago (al batir en los 400 metros planos, con 47,88 la marca impuesta por Carlos Pineda en 1982: 48,79).
La clasificación de Reyes, figura en los Juegos de La Araucanía 2003 y 2004 (ocho medallas doradas) es histórica, ya que será el primer velocista chileno después de Iván Moreno, Luis Schneider, Carlos Moreno Lira, Sebastián Keitel y Ricardo Roach.

## Participaciones en Mundiales

### Campeonato Mundial de Menores
| Mundial                                         | Sede       | Prueba     | Resultado    | Marca | Velocidad Viento |
| ----------------------------------------------- | ---------- | ---------- | ------------ | ----- | ---------------- |
| Campeonato Mundial de Atletismo de Menores 2003 | Sherbrooke | 200 metros | 5 Semi Final | 22.57 | -3.2 m/s         |

### Campeonato Mundial Juvenil
| Mundial                                      | Sede     | Prueba     | Resultado | Marca | Velocidad Viento |
| -------------------------------------------- | -------- | ---------- | --------- | ----- | ---------------- |
| Campeonato Mundial de Atletismo Juvenil 2004 | Grosseto | 400 metros | 5 Serie   | 48.14 | x m/s            |

#### Participaciones en Juegos Olímpicos
| Juegos Olímpicos            | Sede  | Prueba     | Resultado | Marca | Velocidad Viento |
| --------------------------- | ----- | ---------- | --------- | ----- | ---------------- |
| Juegos Olímpicos Pekín 2008 | Pekín | 200 metros | 7 Serie   | 21.20 | -0.4 m/s         |

## Marcas Personales Outdoor
| 100 metros | 10.41 | 2012 |

| Prueba     | Marca | V/V             | Lugar               | Fecha      |
| ---------- | ----- | --------------- | ------------------- | ---------- |
| 200 metros | 20.65 | JJPanamericanos | Guadalajara, México | 26/04/2008 |

| Prueba     | Marca | V/V   | Lugar             | Fecha |
| ---------- | ----- | ----- | ----------------- | ----- |
| 400 metros | 47.31 | x m/s | Santiago de Chile |       |

- Datos: Q3379352